# Siegfried II de Westerburg
Pour les articles homonymes, voir Siegfried II.
Il existe un autre personnage relatif à la religion répondant au nom de Siegfried II von Eppstein.
Siegfried II de Westerburg, également Siegfried II de Westerburg (avant 1260 - Bonn, 7 avril 1297), (aussi connu sous Sigrid II van Westerburg; néerl. Siegfried II van Westerburg, angl. Siegfried II van Westerburg, all. Siegfried II von Westerburg)  est un archevêque de Cologne germanique de l'archevêché de Cologne de 1257 à 1297.

## Biographie
Siegfried est le second fils de Siegfried IV, comte de Runkel à Westerburg (mort 1266). Son frère aîné fut Henri (Heinrich) I de Westerburg qui trouva la mort à la bataille de Worringen en 1288.
Siegfried fut consacré archevêque de Cologne en mars 1275 à Lyon. La cité de Cologne était sous le coup d'une excommunication depuis 1268 et par conséquent, n'était pas un endroit acceptable pour une consécration. En juillet 1275, en tant que nouvel archevêque de Cologne, Siegfried leva l'excommunication de la cité et signa un traité d'amitié avec ses représentants. En octobre 1279 à Pingsheim (aujourd'hui intégrée à Nörvenich), il conclut la paix de Pingsheim (de) avec les comtes de Juliers. Le 27 avril 1285, il octroya à Brühl, une charte de privilèges urbains de cité et de marché.
Vers 1283, Siegfried prit le parti du comte Renaud Ier de Gueldre dans la guerre de Succession du Limbourg. Et en juillet 1287, il libéra la cité de Cologne après avoir reçu un serment de fidélité de ses habitants, de payer leurs droits obligatoires pour financer ses dépenses de guerre dans le conflit de succession du Limbourg.
Cette implication personnelle dans cette dispute conduit à la bataille de Worringen du 5 juin 1288. Siegfried perdit la bataille, qui impliquait aussi les habitants de Cologne mené par Gerhard Overstolzen et ceux de Berg sous le commandement de Walter Dodds. Siegfried fut fait prisonnier par le duc Jean Ier de Brabant et fut remis au comte Adolphe V de Berg. Après une nuit enfermé dans le Schelmenturm de Monheim, il fut emmené au Schloss Burg.
Siegfried fut libéré le 6 juillet 1289 mais il était tombé malade à cause des conditions difficiles de sa captivité. Durant cette période, il eut à négocier les traités de paix avec les vainqueurs de Worringen le 19 mai 1289. Il eut à payer les 12 000 marks de réparations (soit l'équivalent de trois tonnes d'argent) au comte de Berg, céder des terres (parmi d'autres, Lünen avec tous les droits épiscopaux, Westhofen, Brackel, Werl, Menden, Isenberg, et Raffenberg) and le (sub-) vogt du Diocèse d'Essen à Eberhard II, comte de La Mark (qui bénéficia le plus de la victoire de Worrigen), mis en gage la cité de Deutz et quelques châteaux, mais aussi en raser d'autres tels que Worringen, Zons, and Volmarstein. Le Duché de Limbourg fut occupé par le duc Jean Ier de Brabant.
En conséquence de sa défaite, le 18 juin 1288, il dut reconnaître dans un contrat la souveraineté de la cité de Cologne. Cependant, le 18 janvier 1290, le pape Nicolas IV le releva de toutes les promesses qu'il avait faites à Cologne. Le pape en appela même les archevêques de Mayence et de Trèves pour aider Siegfried pour retrouver les possessions initiales de l’archevêché sur Cologne.
Après sa libération, l'archevêque préféra s'installer à Bonn. L'atelier monnaie de l'archevêque de Cologne arrêta ses activités et Siegfried se le transféra sur Bonn. Comme un défi pour Cologne, il choisit le nom de Verona pour Bonn, et frappa sa monnaie avec l'inscription « Beata Verona Vince » (« Toi, Joyeuse Verona vaincra »). En 1286 Siegfried introduisit la première constitution de ville à Bonn. Elle y spécifie que les citoyens remarquables (oppidani maiores) devront choisir douze hommes en bonne santé et capables, les meilleurs que la cité ait à offrir, dont les décisions impliqueront la totalité des habitants.
Lors de la suivante élection du roi germanique en 1292, Siegfried favorisa le comte Adolphe de Nassau, son beau frère, pour permettre à l’archevêché la récupération de ses énormes concessions précédentes. Au traité d'Andernach (en) le 27 avril 1292, Adolphe de Nassau accéda à toutes les requêtes de Siegfried, y compris le transfert de villes impériales telles que Dortmund et Duisbourg, de châteaux et de domaines de l'Empire, et de la protection d'Essen. Le 5 mai 1292, Siegfried salua l'élection réussie de son beau-frère, et le couronna le 24 juin 1292 à Aix-la-Chapelle.
Cette politique de restauration, néanmoins, était vouée à l'échec en raison de l'opposition de la Coalition de Worringen. Il lui fut impossible de restaurer le lien entre ses possessions rhénanes et westphaliennes, ni réintégrer la cité de Cologne dans le diocèse. De la même manière, parce qu'il ne put satisfaire aux conditions requises du traité d'Andernach (en), le royaume d'Adolphe de Nassau s'effondra aussi.
Siegfried mourut le 7 avril 1297 à Bonn et fut inhumé dans la cathédrale de la cité.